# Believe/曇りのち、快晴
『Believe/曇りのち、快晴』（ビリーブ/くもりのち かいせい）は、日本の男性アイドルグループ・嵐の通算25枚目となるシングル。同グループのリーダー・大野智とのスプリットシングルとして、2009年3月4日にジェイ・ストームから「嵐/矢野健太 starring Satoshi Ohno」名義で発売された。

## 概要
- 前作「Beautiful days」から約4か月及び「truth/風の向こうへ」以来、5枚目の両A面シングル。

- 初回限定盤1・2、通常盤の3形態で発売。

- 表題曲「Believe」は、メンバーの櫻井翔主演 映画『ヤッターマン』の主題歌であり、櫻井がRap詞を手掛けている。

- 表題曲「曇りのち、快晴」は、同じくメンバーの大野智が「矢野健太 starring Satoshi Ohno」名義で歌っており、自身主演 テレビ朝日系金曜ナイトドラマ『歌のおにいさん』の主題歌である。

- 初回限定盤1には、「Believe」のビデオ・クリップを収録。

- 初回限定盤2には、「曇りのち、快晴」のビデオ・クリップを収録。

- 通常盤には、カップリング曲「トビラ」とオリジナル・カラオケ3曲を収録。

## 「Believe」について
- PVの監督は、「サクラ咲ケ」「truth」「風の向こうへ」を手がけた須永秀明。

- メンバー全員にソロパートがある。

- 竜の子プロダクションとのコラボレーションで製作された短編アニメーション（PV）の「アラシ★タツノコ animation film of Believe」が存在する。dwango.jpにてシングルカット版が配信され、ベストアルバム『5×10 All the BEST! CLIPS 1999-2009』に完全版が収録されている。内容は嵐の5人が、タイムボカンシリーズのヒーロー達になり悪に立ち向かうというものになっている。

## 「曇りのち、快晴」について
- 「矢野健太」とは同作で大野が演じた主人公の役名であり、劇中では健太がボーカルを務めていたバンドのメンバーであるソースケが作った曲に、健太が歌詞を付けたという設定で使用されている。

- 10周年記念ツアー『ARASHI Anniversary Tour 5×10』では、大野がソロで歌った。

- 嵐のシングル曲の中で唯一のソロ曲で、2021年発売のアルバム『ウラ嵐BEST』で初収録となった。

## チャート成績
オリコンデイリーチャートでは発売前日の2009年3月3日付で推定売上枚数21.5万枚を記録し、初登場で1位にランクインした。この時点で2009年度の年間シングルチャートで暫定4位となった。
2009年3月16日付オリコン週間シングルチャートで首位を獲得。同チャートにおける首位獲得は「PIKA★★NCHI DOUBLE」から14作連続、通算21作目となった。初動売上は約50.2万枚に達し、嵐のシングルとしてはデビュー曲の「A・RA・SHI」以来9年4か月ぶり、シングル全体としてはKAT-TUN「Real Face」以来3年ぶりに初動売上が50万枚を突破した。累計売上は66万枚。2009年度のオリコン年間シングルチャートにおいては、初動売上のみで暫定1位に立った。
その後、2009年度オリコン上半期シングルチャートにおいて、期間内に売上枚数約64.6万枚を記録し、首位を獲得した。2位には次作「明日の記憶/Crazy Moon〜キミ・ハ・ムテキ〜」がランクインし、2008年度オリコン年間シングルチャートに続き1位、2位を独占した。同一アーティストによる上半期シングル1位、2位独占は1988年の光GENJI以来21年ぶりである。
2009年度オリコン年間シングルチャートでは、期間内に売上枚数約65.7万枚を記録し、首位を獲得した。これにより、同チャートでは2008年度から2年連続で嵐の作品が首位を獲得している。また、次作の「明日の記憶/Crazy Moon〜キミ・ハ・ムテキ〜」が2位、「マイガール」が3位を獲得し、1978年のピンク・レディー、1988年の光GENJIに続き、史上3組目の同一アーティストによる1 - 3位独占を達成した。
2009年3月のゴールド等認定でダブル・プラチナに認定された。

## 賞歴
「曇りのち、快晴」は、雑誌ザテレビジョンにおける「第60回ドラマアカデミー賞」にてドラマソング賞を受賞した。

## 収録曲

### CD

#### 通常盤・初回限定盤1
※「トビラ」以降、通常盤のみ収録。
1. Believe
作詞・作曲：100+
Rap詞：櫻井翔
編曲：吉岡たく
  - 櫻井翔主演 松竹/日活配給映画『ヤッターマン』主題歌
2. 曇りのち、快晴 - 矢野健太 starring Satoshi Ohno
作詞：多田慎也
作曲：QQ
編曲：QQ, 佐々木博史
  - 大野智主演 テレビ朝日系金曜ナイトドラマ『歌のおにいさん』主題歌
3. トビラ
作詞：Makoto ATOZI
作曲：多田慎也
編曲：NAOKI-T
4. Believe（オリジナル・カラオケ）
5. 曇りのち、快晴（オリジナル・カラオケ）
6. トビラ（オリジナル・カラオケ）

#### 初回限定盤2
1. 曇りのち、快晴
2. Believe

### DVD

#### 初回限定盤1
1. 「Believe」ビデオ・クリップ

#### 初回限定盤2
1. 「曇りのち、快晴」ビデオ・クリップ

## 収録アルバム
- 5×10 All the BEST! 1999-2009（#1）
- ウラ嵐マニア（通常盤#3）
- 5×20 All the BEST!! 1999-2019（#1）
- ウラ嵐BEST 2008-2011（通常盤#2, 3）

## 映像作品
Believe
- ARASHI Anniversary Tour 5×10
- ARASHI 10-11 TOUR "Scene"〜君と僕の見ている風景〜 STADIUM
- ARASHI 10-11 TOUR "Scene"〜君と僕の見ている風景〜 DOME+
- ARASHI LIVE TOUR Beautiful World
- ARASHI LIVE TOUR Popcorn
- ARASHI アラフェス'13 NATIONAL STADIUM 2013
- ARASHI BLAST in Hawaii
- ARASHI LIVE TOUR 2015 Japonism
- ARASHI LIVE TOUR 2017-2018 「untitled」
- ARASHI Anniversary Tour 5×20

曇りのち、快晴
- ARASHI Anniversary Tour 5×10